# Nadschi Talib

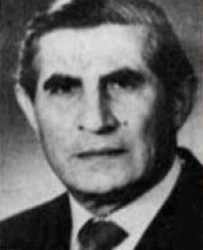
Nadschi Talib

Nadschi Talib (arabisch ناجي طالب, DMG Nāǧī Ṭālib; * 1917 in Nasiriya; † 24. März 2012 in Bagdad) war ein irakischer General, Außenminister und Premierminister seines Landes.

## Leben
Nach der Offiziersausbildung an einer britischen Militärakademie und seinem Dienst als Militärattaché an der irakischen Botschaft in London (1954/1955) hatte sich Talib schon 1956 den republikanischen „Freien Offizieren“ gegen die Haschimiten-Monarchie angeschlossen. Nach General Abd al-Karim Qasim und Oberst Abd as-Salam Arif war Major Talib der drittwichtigste Putschist, der die Revolution vom 14. Juli 1958 geplant hatte. Talib war Schiit, in Qasims Revolutionsregierung wurde er zunächst Sozialminister, trat aber nach der Verurteilung Arifs durch Kassim Anfang Februar 1959 zurück.
Bis zum Staatsstreich der Baathisten am 8. Februar 1963 hielt er sich konspirativ im Hintergrund und beteiligte sich offenbar nicht an der Ermordung Qasims, wurde aber im März 1963 Industrieminister im Kabinett des Baathisten Ahmad Hasan al-Bakr. Während des Militärputsches vom 18. November 1963 unterstützte er den Präsidenten Arif sowie Premier Tahir Yahya und wurde General. Nach Arifs Tod drängten die Generale dessen Nachfolger Abd ar-Rahman Arif zur Abberufung des allzu selbständig regierenden zivilen Premiers Abd ar-Rahman al-Bazzaz. Als Kompromisskandidat der verschiedenen Militärfraktionen wurde Talib zum Premier berufen, der auch gute Kontakte hatte zu den mehrfach für eine Vereinigung mit Ägypten putschenden Nasseristen unter Ex-Premier Arif Abd ar-Razzaq.
Der Schiit Talib bildete am 9. August 1966 ein aus sieben Offizieren und zwölf Zivilisten (davon drei Kurden und ein Assyrer) bestehendes, unpolitisches Technokraten-„Kabinett der nationalen Einheit“, das die von al-Bazzaz begonnenen Verhandlungen mit den Kurden abbrach und den Kampf in Kurdistan wieder aufnahm. Zum Außenminister berief er Adnan Patschatschi.
Als Premierminister selbst auch Ölminister schlichtete Talib mit überraschendem Geschick 1966 den Ölstreit zwischen Irak, Syrien und der Iraq Petroleum Company, wodurch allerdings notwendige Reformen erneut verschoben wurden. In Irakisch-Kurdistan unterstützte Talibs Regierung die Barzani-feindliche Talabani-Fraktion mit Geld und Waffen und trug somit zur Spaltung der KDP bei, ohne jedoch einen Sieg über den Aufstand erringen zu können.
Die Erfolglosigkeit beraubte ihn rasch der Unterstützung des Offizierskorps, Talib stürzte schließlich am 10. Mai 1967 über interfraktionelle Kämpfe im Militär. Präsident Arif übernahm vorübergehend selbst die Regierungsgeschäfte. Ein Jahr später richtete Talib zusammen mit ar-Razzaq und Ahmad Hasan al-Bakr ein Ultimatum an Arif, um einen Staatsstreich doch noch abzuwenden. Nach der erneuten Machtergreifung der Baath-Partei 1968 wurde Talib schließlich pensioniert, nach deren Sturz 2003 kehrte er aus dem Exil in den Irak zurück. In Falludscha rief er die US-Besatzer zur Mäßigung auf.